# Saint-Sylvestre (Nuova Aquitania)
Saint-Sylvestre è un comune francese di 912 abitanti situato nel dipartimento dell'Alta Vienne nella regione della Nuova Aquitania.

## Storia
Il comune ingloba il territorio dell'antico villaggio di Grandmont, ov'era situata l'Abbazia di Grandmont, prima sede dell'Ordine di Grandmont, fondato da Santo Stefano di Thiers, ma costituito ed organizzato dal quarto priore dell'Abbazia, Stefano di Liciac, tra il 1150 e il 1160. 

## Società

### Evoluzione demografica
Abitanti censiti